# Rijeka Grand Prix 2013
Il Rijeka Grand Prix 2013 si è tenuto ad Fiume, in Croazia dal 14 al 15 settembre 2013 ed è stata la decima tappa dell'IJF World Tour 2013. È stata l'unica edizione disputata del Rijeka Grand Prix.

## Risultati
Tutti i medagliati del torneo.
| Categorie donne | Oro                | Argento               | Bronzo                                         |
| --------------- | ------------------ | --------------------- | ---------------------------------------------- |
| - 48 kg         | Scarlett Gabrielli | Kay Kraus             | Ewa Konieczny                                  |
| - 52 kg         | Mareen Kräh        | Ilse Heylen           | Joana Ramos Penelope Bonna                     |
| - 57 kg         | Miryam Roper       | Telma Monteiro        | Catherine Beauchemin-Pinard Nora Gjakova       |
| - 63 kg         | Faith Pitman       | Isabel Puche          | Anne-Laure Poli Marijana Mišković Hasanbegović |
| - 70 kg         | Laura Vargas Koch  | Fanny Estelle Posvite | Jennifer Pitzanti Iljana Marzok                |
| - 78 kg         | Anamari Velensek   | Jeong Gyeong-mi       | Gemma Gibbons Natalie Powell                   |
| + 70 kg         | Lucija Polavder    | Jasmin Grabowski      | Larisa Ceric Franziska Konitz                  |

| Categorie uomini | Oro               | Argento                  | Bronzo                           |
| ---------------- | ----------------- | ------------------------ | -------------------------------- |
| - 60 kg          | Beslan Mudranov   | Sofiane Milous           | Lukasz Kiebasinski Sérgio Pessoa |
| - 66 kg          | Denis Lavrentiev  | Sergii Pliiev            | Gwang-Hyeon Choi Colin Oates     |
| - 73 kg          | Gui-Man Bang      | Rok Drakšič              | Christopher Völk Aleksei Astafev |
| - 81 kg          | Szabolcs Krizsan  | Carlos Luz               | Maxim Buga Seungsu Lee           |
| - 90 kg          | Domenic Wenzinger | Giuliano Loporchio       | Alon Sasson Ciril Grossklaus     |
| - 100 kg         | Karl-Richard Frey | Michal Horak             | Flavio Orlik Martin Pacek        |
| + 100 kg         | Marko Radulovic   | Jean-Sebastien Bonvoisin | Sergey Andreev Soslan Bostanov   |

## Medagliere
| Nr.                          | Nazione                      | Oro | Argento | Bronzo | Totale |
| ---------------------------- | ---------------------------- | --- | ------- | ------ | ------ |
| 1                            | Germania                     | 4   | 2       | 3      | 9      |
| 2                            | Slovenia                     | 2   | 1       | 0      | 3      |
| 3                            | Russia                       | 2   | 0       | 4      | 6      |
| 4                            | Francia                      | 1   | 3       | 2      | 6      |
| 5                            | Corea del Sud                | 1   | 1       | 2      | 4      |
| 6                            | Regno Unito                  | 4   | 2       | 3      | 9      |
| 7                            | Svizzera                     | 4   | 2       | 3      | 9      |
| 8                            | Ungheria                     | 1   | 0       | 0      | 1      |
| 8                            | Montenegro                   | 1   | 0       | 0      | 0      |
| 9                            | Portogallo                   | 0   | 2       | 1      | 3      |
| 10                           | Italia                       | 0   | 1       | 1      | 2      |
| 11                           | Belgio                       | 0   | 1       | 0      | 1      |
| 11                           | Rep. Ceca                    | 0   | 1       | 0      | 1      |
| 11                           | Spagna                       | 0   | 1       | 0      | 1      |
| 11                           | Ucraina                      | 0   | 1       | 0      | 1      |
| 12                           | Canada                       | 0   | 0       | 2      | 2      |
| 12                           | Polonia                      | 0   | 0       | 2      | 2      |
| 13                           | Bosnia ed Erzegovina         | 0   | 0       | 1      | 1      |
| 13                           | Croazia                      | 0   | 0       | 1      | 1      |
| 13                           | Israele                      | 0   | 0       | 1      | 1      |
| 13                           | Kosovo                       | 0   | 0       | 1      | 1      |
| 13                           | Svezia                       | 0   | 0       | 1      | 1      |
| Totale 22 nazioni medagliate | Totale 22 nazioni medagliate | 14  | 14      | 28     | 56     |

Fonte